# سيم هو يوون
سيم هو يوون (3 أبريل 1985 بسول في كوريا الجنوبية - ) هو لاعب كرة قدم كوري جنوبي في مركزي الدفاع والهجوم. شارك مع منتخب كوريا الجنوبية تحت 20 سنة لكرة القدم ومنتخب كوريا الجنوبية تحت 23 سنة لكرة القدم ومنتخب كوريا الجنوبية لكرة القدم. أما مع النوادي، فقد لعب مع جونبك هيونداي موتورز ونادي سول ونادي سونغنام.

## وصلات خارجية
- سيم هو يوون على موقع الاتحاد الدولي (مؤرشف)  (الإنجليزية)
- سيم هو يوون على موقع دوري كوريا الجنوبية (الإنجليزية)
- سيم هو يوون على موقع قاعدة بيانات كرة القدم.إي يو (الإنجليزية)
- سيم هو يوون على موقع ناشيونال فوتبول تيمز (الإنجليزية)
- سيم هو يوون على موقع Soccerway.com (الإنجليزية)